# Poecilimon ledereri
Poecilimon ledereri är en insektsart som beskrevs av Willy Adolf Theodor Ramme 1933. Poecilimon ledereri ingår i släktet Poecilimon och familjen vårtbitare. Inga underarter finns listade i Catalogue of Life.